# Henry Stimson
Henry Lewis Stimson (ur. 21 września 1867 w Nowym Jorku, zm. 20 października 1950 w Huntington w stanie Nowy Jork) – amerykański prawnik.
W latach 1911–1913 sekretarz wojny w administracji prezydenta Williama Tafta (Partia Republikańska). W czasie I wojny światowej jako pułkownik służył w artylerii. Od 28 marca 1929 do 4 marca 1933 sekretarz stanu w administracji prezydenta Herberta Hoovera (Partia Republikańska).
Po inwazji na Mandżurię wystąpił z oficjalnym protestem zachęcając inne państwa do przyłączenia się.
Po wybuchu II wojny światowej i upadku Francji został w lipcu 1940 r. powołany przez prezydenta Franklina Delano Roosevelta (Partia Demokratyczna) ponownie na stanowisko sekretarza wojny. Jego pierwszym zadaniem było wprowadzenie obowiązkowej służby wojskowej.
Był gorącym zwolennikiem uchwalenia ustawy Lend-Lease i udzielenie Wielkiej Brytanii jak najdalej idącej pomocy. Uważał, że należy jak najszybciej dokonać inwazji na Francję.
W 1945 r. opowiedział się za użyciem bomby atomowej przeciwko Japonii.